# 隐兀鹫属
隐兀鹫属（学名：Cryptogyps）是鹰科的一属，化石發現於澳洲。

## 下属物种
本属包括以下物种：
- Cryptogyps lacertosus (de Vis, 1905) Mather, Lee & Worthy, 2022，澳大利亚的第一块秃鹰化石[4]